# 161 км (зупинний пункт, Дніпровська дирекція Придніпровської залізниці)
161 кіломе́тр — пасажирський залізничний зупинний пункт Дніпровської дирекції Придніпровської залізниці на електрифікованій лінії Самар-Дніпровський — Павлоград I між станціями Самар-Дніпровський (2 км) та Орлівщина (12 км). Розташований на сході міста Самар Дніпропетровської області.

## Пасажирське сполучення
До 2022 року через платформу 159 км курсували приміські електропоїзди до станцій Дніпро-Головний, Орлівщина та роз'їзду № 5.